# Džámnagar
Džámnagar (gudžarátsky  જામનગર, anglicky Jamnagar, dříve Nawanagar) je město v indickém svazovém státě Gudžarátu. K roku 2011 měla jeho aglomerace přibližně 600 tisíc obyvatel a byl tak pátým nejlidnatějším městem Gudžarátu po Ahmadábádu, Suratu, Vadodará a Rádžkótu.

## Poloha
Džámnagar leží blízko jižního pobřeží Kačského zálivu Arabského moře. Od Gándhínagaru, hlavního města Gudžarátu, je vzdálen přibližně 340 kilometrů západně.

## Dějiny
Džámnagar byl založen v roce 1540 jako hlavní město tehdejšího knížecího státu Navánagaru a zpočátku se jmenoval rovněž Navánagar.